# Findaway
Findaway és una cançó de Silverchair que es va llançar com a senzill de promoció del seu àlbum de debut Frogstomp l'any 1995. Només va estar disponible pel club de fans del grup (LAS), com també el posterior "Paint Pastel Princess".

## Llista de cançons
Promo CD AUS (CHAIR1)
1. "Findaway"
2. "Findaway (Live at The Wireless Triple J)"